# Poor Aubrey
Poor Aubrey è un cortometraggio del 1930 diretto da Bryan Foy.
La commedia The Show Off, uno dei lavori di maggior successo di George Kelly nacque da un testo in un atto dal titolo Poor Aubrey che Kelly aveva scritto per uno sketch da vaudeville. Qui, il personaggio di Aubrey Piper viene interpretato da Franklin Pangborn.

## Trama
Un povero impiegato finge di avere un sacco di soldi, si vanta di possedere un grammofono e si pavoneggia nella casa della suocera spacciandola per sua, dichiarando che è lui ad ospitare per generosità la vecchia signora. Ma, alla fine, Aubrey avrà la sua giusta punizione.

## Produzione
Il film fu prodotto dalla Warner Bros. Pictures (con il nome The Vitaphone Corporation).

### Musiche
- I'm Forever Blowing Bubbles, parole di John W. Kellette, musica di James Kendis, James Brockman e Nat Vincent, viene brevemente cantata da Franklin Pangborn nei titoli di testa e alla fine del film[2].

## Distribuzione
Distribuito dalla Warner Bros. Pictures, uscì nelle sale cinematografiche USA il 30 gennaio 1930.